# Charles Morard de La Bayette de Galles
Charles Morard de La Bayette de Galles, né le 4 février 1734 à Goncelin (Isère), mort le 21 novembre 1813 à Troyes (aube), est un général de division de la Révolution française.

## États de service
Il entre en service le 19 novembre 1749, comme élève à l’école de l’artillerie de Grenoble, il passe sous-lieutenant le 1er mai 1756, lieutenant en troisième le 27 mars 1760, et lieutenant en second le 26 février 1762]. Il participe aux campagnes en Allemagne de 1760 à 1762, et il se distingue aux combats de Corbach le 10 juillet 1760, de Warburg le 31 juillet où il est blessé, et de Freiberg le 29 octobre 1762. Il est nommé lieutenant en premier le 1er janvier 1763, capitaine en second le 14 juillet 1766, capitaine commandant le 1er janvier 1777, major le 4 juillet 1784 et lieutenant-colonel le 1er janvier 1791 au 3e régiment d’artillerie.
Le 1er novembre 1792 il est nommé colonel commandant le 3e régiment d’artillerie, et en 1792 et 1793 il sert en tant que chef d’état-major des équipages de l’artillerie à l’armée du Nord au côté de Dumouriez. Il se trouve à la bataille de Jemmapes le 6 novembre 1792, et il est promu par la convention général de brigade le 26 mars 1793. Ses origines nobles le rendent suspect et il est relevé de ses fonctions puis emprisonné par le Comité de surveillance révolutionnaire le 1er juin 1793
Le 16 mars 1795, le Directoire lui rend son commandement, et il est nommé général de division le 1er avril suivant. Il fait les campagnes d’été et d’hiver, comme commandant en chef de l’artillerie sous Kellermann, aux armées des Alpes et d’Italie. Il est réformé le 13 septembre 1797, et il est admis à la solde de retraite le 21 août 1801.
Il est fait chevalier de la Légion d’honneur le 29 mars 1805.
Il meurt le 21 novembre 1813, à Troyes.

## Famille
Son frère cadet Justin Bonaventure Morard de Galles deviendra vice-amiral.